# Apocaulon
Apocaulon é um género botânico pertencente à família Rutaceae.

## Espécies
- Apocaulon carnosum